# أنطونيو دوس ريس رودريغوس
أنطونيو دوس ريس رودريغوس (بالبرتغالية: António dos Reis Rodrigues‏) هو كاهن كاثوليكي وأستاذ جامعي وصحفي وكاتب ومؤلف برتغالي، ولد في 24 يونيو 1918 في أوريم في البرتغال، وتوفي في 3 فبراير 2009 في لشبونة في البرتغال.